# 10797 Guatemala
10797 Guatemala este un asteroid din centura principală de asteroizi.

## Descriere
10797 Guatemala este un asteroid din centura principală de asteroizi. A fost descoperit pe 4 aprilie 1992 la Observatorul La Silla de Eric Walter Elst. Asteroidul prezintă o orbită caracterizată de o semiaxă mare de 2,27 ua, o excentricitate de 0,12 și o înclinație de 2,7° în raport cu ecliptica.